# Merfy
Merfy és un municipi francès, situat al departament del Marne i a la regió del Gran Est. L'any 2020 tenia 603 habitants.

## Demografia
El 2007 la població de fet de Merfy era de 654 persones. Hi havia 232 famílies, de les quals 36 eren unipersonals. Hi havia 259 habitatges: 238 habitatges principals, cinc segones residències i 17 desocupats.
La població ha evolucionat segons el següent gràfic:

## Economia
El 2007 la població en edat de treballar era de 448 persones, 330 eren actives i 118 eren inactives. De les 330 persones actives 314 estaven ocupades (172 homes i 142 dones) i 16 estaven aturades (6 homes i 10 dones). De les 118 persones inactives 41 estaven jubilades, 49 estaven estudiant i 28 estaven classificades com a «altres inactius».
Dels 31 establiments que hi havia el 2007, 3 eren d'empreses alimentàries, 3 d'empreses de construcció, 6 d'empreses de comerç i reparació d'automòbils, 1 d'una empresa de transport, 1 d'una empresa d'hostatgeria i restauració, 2 d'empreses d'informació i comunicació, 2 d'empreses financeres, 2 d'empreses immobiliàries, 6 d'empreses de serveis i 5 d'entitats de l'administració pública.
L'únic establiment comercial que hi havia el 2009 era una fleca.
L'any 2000 hi havia dinou explotacions agrícoles que conreaven un total de 480 hectàrees.

## Equipaments sanitaris i escolars
L'únic equipament sanitari que hi havia el 2009 era un psiquiàtric.
El 2009 hi havia una escola maternal.